# 劇団番町ボーイズ☆
劇団番町ボーイズ☆（げきだんばんちょうボーイズファイブ）は、ソニー・ミュージックエンタテインメントの新人開発セクション・SDグループが主宰する日本の男性演劇集団。略称は番ボ。
2014年11月、雑誌『smart』モデル募集や「ボーイズオーディション」など、様々なオーディションによって選ばれたメンバーで結成。ソニー・ミュージックエンタテインメントの担当者は結成に関して、「オーディション通過者は必ずしも歌が得意な子ばかりではない。そのままでは社内レーベルなどでデビュー候補生に選ばれるのは難しく、違うプレゼン方法として考えたのが劇団だった。」と述べている。
2015年4月、劇団TEAM-ODACの制作協力により、旗揚げ公演『MY DOOR 〜熱〜』を上演。公演は約1000人を動員、舞台出演者のうち3名がソニー・ミュージックアーティスツ所属となった。これ以降もハイペースで舞台上演を行い、2016年にテレビ・ラジオのレギュラー番組を持つなどメディア露出を増やす。メンバーは個人で俳優・タレント・モデルとして活動する。

## メンバー
旗揚げ公演時のメンバーは15歳から24歳までの年齢で、既に読者モデルとして活動していた者を中心に構成されている。XOXのメンバーは、結成時に全員このユニットに参加した（その後何名かは卒業）。候補生を経て正式メンバーに加入するシステムがある。
（五十音順）
| 名前 （よみ）                      | 生年月日       | 出身地 | 備考                                                                   |
| ---------------------------------- | -------------- | ------ | ---------------------------------------------------------------------- |
| 菊池修司 （きくち しゅうじ）       | 1995年11月10日 | 東京都 | TDM Artist所属 2016年4月加入                                           |
| 坪倉康晴 （つぼくら こうせい）     | 1997年1月7日   | 鳥取県 | 2020年1月に候補生から加入 TDM Artist所属                               |
| 堂本翔平 （どうもと しょうへい）   | 1993年12月12日 | 茨城県 | 2015年7月加入 劇団TEAM-ODAC団員                                        |
| 松島勇之介 （まつしま ゆうのすけ） | 1996年11月17日 | 福岡県 | TDM Artist所属 2021年4月に加入                                         |
| 宮内伊織 （みやうち いおり）       | 1997年6月12日  | 京都府 | 銀河団 from 劇団番町ボーイズ☆ TDM Artist所属 2020年1月に候補生から加入 |
| 矢代卓也 （やしろ たくや）         | 1999年7月9日   | 静岡県 | 銀河団 from 劇団番町ボーイズ☆ TDM Artist所属                           |

### 候補生（劇団番町ボーイズ⭐︎NEXT）
候補生を経て正式に加入するシステムがあり、候補生は本公演のオープニングアクト等に出演する場合もある。以下はすべてTDM Artistに所属する。
（五十音順）
| 名前 （よみ）               | 生年月日       | 出身地 | 備考 |
| --------------------------- | -------------- | ------ | ---- |
| 安宅 波颯 （あたか はやて） | 2004年2月8日   | 北海道 |      |
| 高橋璃央 （たかはし りお）  | 2000年10月11日 | 新潟県 |      |
| 原貴和 （はら たかかず）    | 2000年12月9日  | 山口県 |      |

### 過去のメンバー
備考欄の所属や専属は劇団番町ボーイズ☆在籍時のもの。
| 名前 （よみ）                            | 卒業時期       | 備考                                                                                              |
| ---------------------------------------- | -------------- | ------------------------------------------------------------------------------------------------- |
| 佐原佑                                   |                |                                                                                                   |
| 黒崎澪音 （くろさき れおん）             | 2015年12月     | LEXINGTON所属                                                                                     |
| 平良翔太 （たいら しょうた）             | 2015年12月     | 脱退後にX4に加入                                                                                  |
| 村瀬ジョンケビン （むらせ ジョンケビン） |                | 元・XOXメンバー                                                                                   |
| 濱正悟 （はま しょうご）                 | 2015年7月      | avex management所属                                                                               |
| 中島健 （なかじま けん）                 | 2016年6月      | 元・DRESS_No.メンバー 『Popteen』メンズモデル                                                     |
| 小松準弥 （こまつ じゅんや）             | 2016年8月      | 2016年6月に候補生から加入 ツキクラメンバー                                                        |
| とまん                                   | 2016年11月11日 | 元・XOXメンバー                                                                                   |
| バトシン                                 | 2016年11月11日 | XOXメンバー                                                                                       |
| 三上龍馬 （みかみ りょうま）             | 2016年11月11日 |                                                                                                   |
| 瑛 （あきら）                            | 2017年6月30日  | 『smart』専属モデル                                                                               |
| 野嵜豊 （のざき ゆたか）                 | 2017年8月31日  | 2015年12月に候補生から加入 DRESS_No.メンバー                                                      |
| 高本学 （たかもと がく）                 | 2017年9月30日  | 2016年4月加入 元『smart』専属モデル TDM Artist所属                                                |
| 籾木芳仁 （もみき よしと）               | 2018年12月29日 |                                                                                                   |
| 梶原颯 （かじはら はやて)                | 2019年4月12日  | 吉本興業所属 2019年12月から吉本坂46のメンバー                                                     |
| 二葉勇 （ふたば ゆう）                   | 2019年6月16日  | TWiN PARADOXメンバー TDM Artist所属                                                               |
| 二葉要 （ふたば かなめ）                 | 2019年6月16日  | TWiN PARADOXメンバー TDM Artist所属                                                               |
| 志村禎雄 （しむら さだお）               | 2019年12月     | XOXメンバー                                                                                       |
| 大隅勇太 （おおすみ ゆうた）             | 2020年4月30日  | XOXメンバー                                                                                       |
| 木津つばさ （きづ つばさ）               | 2020年4月30日  | XOXメンバー                                                                                       |
| 田中理来 （たなか りく）                 | 2020年4月30日  | XOXメンバー                                                                                       |
| 安井一真 （やすい かずま）               | 2020年4月30日  | XOXメンバー                                                                                       |
| 砂原健佑 （すなはら けんすけ）           | 2020年12月21日 | 2016年4月加入 ソニー・ミュージックアーティスツ所属                                                |
| 松本大志 （まつもと たいし）             | 2020年12月21日 | ソニー・ミュージックアーティスツ所属 『smart』専属モデル                                          |
| 千綿勇平 （ちわた ゆうへい）             | 2021年3月31日  | 2016年4月加入 ソニー・ミュージックアーティスツ所属 『smart』専属モデル                            |
| 古家知輝 （ふるや ともき）               | 2021年         | 候補生のままで退団                                                                                |
| 中塚智 （なかつか さとし）               | 2021年         | 候補生のままで退団                                                                                |
| 財津優太郎 （ざいつ ゆうたろう）         | 2022年         | 候補生のままで退団                                                                                |
| 澤田優 （さわだ ゆう）                   |                | 銀河団 from 劇団番町ボーイズ 候補生のままで退団                                                   |
| 山田純也 （やまだ じゅんや）             |                | 候補生のままで退団                                                                                |
| 糸川耀士郎 （いとかわ ようじろう）       | 2023年3月31日  | ソニー・ミュージックエンタテインメント所属（エージェント契約） ツキクラメンバー                   |
| 木原瑠生 （きはら るい）                 | 2023年3月31日  | 銀河団 from 劇団番町ボーイズ ソニー・ミュージックエンタテインメント所属 2017年4月に候補生から加入 |
| 壱岐翼 （いき つばさ）                   | 2023年         | 候補生のままで退団                                                                                |
| 島津見 （しまづ けん）                   | 2023年12月     | 候補生のままで退団 FROM FIRST PRODUCTION 1カラット所属                                            |
| 織部典成 （おりべ よしなり）             | 2024年3月31日  | 銀河団 from 劇団番町ボーイズ☆ TDM Artist所属 2018年4月に候補生から加入                            |
| 西原健太 （にしはら けんた）             | 2024年8月4日   | 2015年7月加入 元劇団TEAM-ODAC団員                                                                 |
| 山崎貴史 （やまざき たかふみ）           | 2024年         | 候補生のままで退団                                                                                |

## 公演
第一回本公演 舞台『MY DOOR 〜熱〜』
- 作・演出：笠原哲平
- 日程・会場：2015年4月24日 - 29日、新宿村LIVE

第二回本公演 舞台『MY DOOR 〜熱〜』再演
- 作・演出：笠原哲平
- 日程・会場：2015年9月26日 - 27日、DDD AOYAMA CROSS THEATER

第三回本公演 HOME 〜魔女とブリキの勇者たち〜
- 作・演出：笠原哲平
- 原案：清水翔太「HOME」
- 日程・会場：2015年11月18日 - 23日、草月ホール
- 客演：伊﨑央登、小柳心、森崎ウィン ほか

舞台『空空漠漠明明白白』
- 作・演出：川尻恵太（SUGARBOY）
- 日程・会場：2016年4月6日 - 10日、ウッディシアター中目黒
- 客演：渡辺佑太朗、足立信彦

第四回本公演 with 人狼TLPTS 舞台『天下統一恋の乱 Love Ballade 〜序章〜』
- 脚本：ニシオカ・ト・ニール
- 演出：佐藤徹也
- 日程・会場：2016年10月13日 - 18日、全労済ホールスペース・ゼロ
- 客演：松島勇之介（10神ACTOR）、森輝弥 ほか

第5回本公演 スイーツボーイズ1st『甘くはないぜ!』
- 脚本・演出：ますもとたくや
- 日程・会場：2016年12月2日 - 4日、DDD AOYAMA CROSS THEATER 

第6回本公演 『ギブアップダンス!!!』
- 脚本・演出：山田能龍
- 日程・会場：2017年3月23日 - 26日、しもきた空間リバティ

第7回本公演 オフィスクレッシェンドプロデュース『マネキンライフ』
- 演出：佐藤徹也、脚本：川邊優子
- 日程・会場：2017年6月9日 - 11日、新宿シアターモリエール

第8回本公演『ニーテンナナゴー』
- 脚本・演出：村上大樹
- 日程・会場：2017年7月27日 - 30日、池袋シアターグリーン BIG TREE THEATER

第9回本公演『スイーツボーイズ2nd 甘くはないぜ!2 〜ワールドオブシュガーレス〜』
- 主宰：鈴木おさむ
- 脚本・演出：ますもとたくや
- 日程・会場：2017年8月31日 - 9月3日、新宿村LIVE

第10回本公演 舞台『クローズZERO』
- 脚本・演出：山田能龍
- 日程・会場：2017年11月30日 - 12月3日、CBGKシブゲキ!!
- 客演：松島勇之介（10神ACTOR）、伊崎央登、モロ師岡 ほか

第11回本公演 舞台『眠れない羊 〜番町ボーイズ☆の場合〜』
- 脚本・演出：ほさかよう（空想組曲）
- 日程・会場：2018年5月16日 - 20日、恵比寿・エコー劇場
- 客演：大内厚雄（演劇集団キャラメルボックス）

第12回本公演 舞台『さらば、ゴールドマウンテン』
- 脚本・演出：大歳倫弘（ヨーロッパ企画）
- 日程・会場：2018年8月22日 - 26日、中野ザ・ポケット

劇団番町ボーイズ☆×10神ACTOR共同公演　スイーツボーイズ3rd『甘くはないぜ!』
- 主宰：鈴木おさむ
- 脚本・演出：ますもとたくや
- 日程・会場：2019年2月2日 - 24日、中野ザ・ポケット、HEP HALL、パピヨン24ガスホール

劇団番町ボーイズ☆×10神ACTORコラボ公演 舞台「クローズZERO」（再演）
- 脚本・演出：山田能龍
- 日程・会場：2019年5月23日 - 6月16日、パピヨン24ガスホール、ABCホール、草月ホール
- 客演：松島勇之介（10神ACTOR）、伊崎央登ほか

劇団番町ボーイズ☆NEXT 第1回公演「壬生狼ヤングゼネレーション」
- 原作:柏葉ヒロ「壬生狼ヤングゼネレーション」(小学館「ビッグコミックス」刊)
- 脚本：谷碧仁(劇団時間制作)
- 演出・殺陣：ドヰタイジ(STAR☆JACKS)
- 日程・会場：2019年8月23日 - 25日、シアター風姿花伝

劇団番町ボーイズ☆NEXT 第2回公演「ギブアップダンス!!!」
- 脚本：山田能龍（山田ジャパン）
- 演出：鈴木智晴（劇団東京都鈴木区）
- 日程・会場：2021年2月4日 - 7日、中目黒キンケロ・シアター

第14回本公演「逃げろ、逃げるな。」
- 脚本・演出：糸川耀士郎
- 日程・会場：2022年3月9日 - 13日、CBGKシブゲキ!!

## 出演
番町ボーイズ☆内の活動のみ記述。

### バラエティ
- 番町ボーイずん（2016年1月 - 9月、TOKYO MX） - MC：ずん[31]
- マル★カツ定食（2016年6月 - 、ディズニー・チャンネル）[32]
- テアトル★番町 / テアトル番町W（2017年1月 - 、TOKYO MX）[33]

### ラジオ
- 劇団番町ボーイズ☆のミッドナイト番長（2016年4月 - 6月、InterFM897） - 瑛、糸川、堂本、籾木[34]

### インターネット
- 前略、番町ボーイズ☆です。（2015年 - 、SHOWROOM）
- 番町ボーイズ☆未来からの招待状（2016年12月 - 、FRESH! by AbemaTV）

### 映画
- TOKYO CITY GIRL -2016-（2016年） - 瑛、糸川、梶原、砂原、高本、千綿、西原、野嵜、二葉勇[35]

### その他
- 「白シャツ男子」写真展（2022年2月16日 - 2022年2月20日、ギャラリー・ルデコ） - 糸川、織部、菊池、木原、坪倉、堂本、西原、松島、宮内、矢代[36]

### 主な個人の出演
個人で単独記事のある者については各記事を参照のこと。

#### テレビドラマ
- HiGH&LOW〜THE STORY OF S.W.O.R.D.〜 Season2（2016年、日本テレビ） - 野嵜（第2話）、千綿（第3話）
- 御茶ノ水ロック（2018年、テレビ東京） - 砂原
- 99.9-刑事専門弁護士- SEASON II（2018年、TBS） - 木原、澤田（第5話）
- 魔進戦隊キラメイジャー（2020年3月8日 - 、テレビ朝日） - 木原（射水為朝 / キラメイイエロー（声）役）
- 明日、私は誰かのカノジョ（2022年、MBS/TBS) - 島津

#### 映画
- 闇金ウシジマくん ザ・ファイナル（2016） - 籾木
- ゆきおんなの夏（2016年） - 籾木
- 帝一の國（2017年） - 梶原、菊池、砂原、高本、千綿
- 最低。（2017年） - 籾木
- 左様なら（2018年）- 籾木
- 女子高生に殺されたい（2022年）- 壱岐、原、山崎、山田
- 「１８歳、つむぎます」-私の卒業 第4期-（2023年）- 高橋
- タクミくんシリーズ「長い長い物語の始まりの朝。」 （2023年）- 坪倉、高橋

#### 配信ドラマ
- 仮面ライダーアマゾンズ シーズン2（2017年、Amazonプライム・ビデオ） - 堂本、籾木
- 東京ヴァンパイアホテル（2017年、Amazonプライム・ビデオ） - 砂原
- 僕らのあざとい朝ごはん（2022年、YouTube）- 木原、織部、安宅、島津

#### インターネット、アプリケーション
- 魔法のiらんど文庫「ブラドラ　最強無敵☆ヤンキーズ!!」（2016年） - 糸川、野嵜
- 魔法のiらんど文庫「奇人の頭を叩いてみれば①」（2016年） - 野嵜

#### 舞台
- 10神ACTOR幕末時代劇「明日に向かって斬れ」スピンオフ作品『志ノ塾、未来攻防戦！』（2016年） - 二葉要、二葉勇、千綿
- D'TOT 6th Act『FRAG 〜新撰組Symphony of Destruction』（2016年） - 砂原
- LIPS*S 2016 Summer Theater『Knights アーサー王と悲哀の花嫁-King Arthur and the Bride of the sorrow-』（2016年） - 西原
- 露出狂（2016年） - 砂原、菊池
- バグバスターズ（2016年） - 二葉勇
- 黒薔薇アリス（2017年） - 野嵜
- 劇団ヘラクレスの掟 本公演『オトコ、ひと憂。』（2017年） - 二葉勇
- SAB-on Produce「徒桜〜あだざくら〜」（2018年） - 西原、砂原
- 御茶ノ水ロック-THE LIVE STAGE-（2018年） - 砂原
- 怪奇幻想歌劇「笑う吸血鬼」（2018年） - 千綿
- 雷神とリーマン（2018年） - 二葉勇
- 最遊記歌劇伝-異聞-（2018年） - 二葉勇
- ひらがな男子（2018年） - 二葉要
- ワンツーワークス #25「私は世界」（2018年） - 砂原
- レディ・オルガの人生（2018年） - 砂原
- SOLID STARプロデュースvol.16「熱血硬派くにおくん 乱闘演舞編」（2018年） - 二葉勇、二葉要
- 劇団アメコミリーグVol.1「アメコミリーグ ビギンズ」（2018年） - 二葉勇、二葉要[37]
- 夢王国と眠れる100人の王子様 On Stage（2019年） - 菊池
- こんなはなし。～星新一のはなし～（2019年） - 木原
- 体内活劇「はたらく細胞」Ⅱ（2019年） - 糸川
- 夢幻泡影～夢～（2019年） - 大隅、矢代
- イケメン戦国 THE STAGE 上杉謙信編（2019年） - 木原
- ナナマルサンバツ THE QUIZ STAGE ROUND 2（2019年） - 菊池
- 劇団TEAM-ODAC 
  - 第17回本公演『DARMA』（2015年） - 糸川、濱、松本（西原・堂本はTEAM-ODACとして出演）
  - 第21回本公演『小さな結婚式〜いつか、いい風は吹く〜』（2016年） - 瑛、野嵜
  - 第28回本公演『猫と犬と約束の燈(再演)』（2018年）- 二葉勇
  - 第30回本公演『猫と犬と約束の燈2018-夏』（2018年） - 織部（西原・堂本はTEAM-ODACとして出演）
  - 第32回本公演『小さな結婚式〜いつか、いい風は吹く〜（再演）』（2016年） - 千綿（東京公演のみ）
  - 第36回本公演『ダルマ（2021）』（2021年）- 壱岐
- あんさんぶるスターズ! オン・ステージ
  - あんさんぶるスターズ! オン・ステージ（2016年）- 瑛、安井、野嵜
  - あんさんぶるスターズ! オン・ステージ～Take your marks!～（2017年）- 瑛、安井、野嵜
  - あんさんぶるスターズ! エクストラ・ステージ〜Judge os Knights〜（2017年） - 安井、野嵜
  - あんさんぶるスターズ! オン・ステージ〜To the shining future〜（2018年） - 安井
- 人狼 ザ・ライブプレイングシアター
  - #24『VILLAGE 深紅に染まる村』（2016年） - 三上
  - 『×ドラゴンクエストx』（2018年） - 西原
- ミュージカル『テニスの王子様』3rdシーズン
  - 青学VS六角（2016年 - 2017年） - 二葉要、矢代[38]
  - 青学VS立海（2017年） - 二葉要、矢代、大隅
  - 青学VS比嘉（2017年 - 2018年） - 二葉要、大隅
- ミュージカル『テニスの王子様』4thシーズン
  - 青学VS不動峰（2021年） - 原
- SHATNER os WONDER 
  - ＃4『ソラオの世界』（2016年） - 瑛、千綿、西原
  - ＃5『破壊ランナー』（2017年） - 砂原
- Live Musical『SHOW BY ROCK!!』
  - 〜THE FES Ⅱ-Thousand XVⅡ〜（2017年） - 糸川、木原
  - -深淵のCrossAmbivalence-（2017年） - 糸川、木原
  - -狂騒のBloodyLabyrinth-（2018年） - 糸川、木原
- B-PROJECT on STAGE
  - 『OVER the WAVE!』（2017年） - 千綿、木津
  - 『OVER the WAVE!』REMiX（2018年） - 千綿
- ハイパープロジェション演劇「ハイキュー!!」
  - “最強の場所（チーム）”（2018年）- 菊池
  - “飛翔”（2019年）- 菊池、織部、松島
  - “最強の挑戦者（チャレンジャー）”（2020年）- 織部、松島、菊池（映像出演）
  - "ゴミ捨て場の決戦"（2020年）- 織部
  - "頂の景色・２"（2021年）- 織部、松島、財津
- 朗読劇「天草独立戦記」（2021年）- 西原
- 舞台「俺たち、ヤンキー王！？ -本能寺の変！？-」（2021年）- 壱岐（Wキャスト・A公演）
- 演劇調異譚「xxxHOLiC」(2021年）- 松島、西原
- 迷宮歌劇「美少年探偵団」（2021年）- 西原
- ヴァニタスの手記（2022年）- 矢代
- アマネ†ギムナジウムオンステージ（2022年）- 矢代
- 舞台「原⾊★歌謡曲図鑑」（2023年）- 島津
- ミュージカル「インサイド・ウィリアム」（2025年） - 野嵜[39]

#### その他
- 森永乳業「リプトン」 「おくろう。#リプトンレター」WebCM（2016年） - 野嵜
- さかいゆう「ジャスミン」 ミュージック・ビデオ（2015年） - 籾木
- FM802 ACSESS キャンペーンソング「Hello Radio」 ミュージック・ビデオ（2016年） - 籾木
- Mrs. GREEN APPLE「In the Morning」 ミュージック・ビデオ（2017年） - 千綿
- 京王電鉄 トレインチャンネル（2017年） - 木原
- 洋服の青山 TVCM 青山探偵事務所 『第2話:入学式に潜入せよ!』篇（2021年）- 高橋、山崎
- マルシィ「オードトワレ」MV（2021年） - 中塚
- 「三井住友カード Tile」Web CM『お財布物語 〜Wallet Talk〜』西瓜 役（2021年） - 西原
- 川合ルイ「爆発的カタルシス」#01 ※ゲスト（2022年）- 島津
- 堂村璃羽「byebye」MV（2023年） - 島津

## 書籍、連載

### 雑誌連載
- JUNON「We are Banchoboys5 〜After Cross Talk〜」（2017年、主婦と生活社）[40]

### ウェブ連載
- マイナビウーマン「朝キュン男子」「夜キュン男子」（2017年、マイナビ）[41][42]

### 派生作品
- くまだゆか『僕らとひとつ屋根の下〜番町ボーイズ☆Backstage〜』（2017年、講談社）[43]
- 山崎つかさ・可苗キユ『甘くはないぜ!』（2017年、comico）[44]

### 写真集
- 白シャツ男子×劇団番町ボーイズ☆（2022年）[36]